# Paille (matériau)
Pour les articles homonymes, voir Paille (homonymie).
La paille est la partie de la tige (chaume) de certaines espèces de graminées cultivées, dites céréales à paille (blé, orge, avoine, seigle, riz), coupée lors de la moisson. Elle est employée comme fibre textile (dans les chapeaux de paille) ou comme matériau de construction depuis des temps immémoriaux.

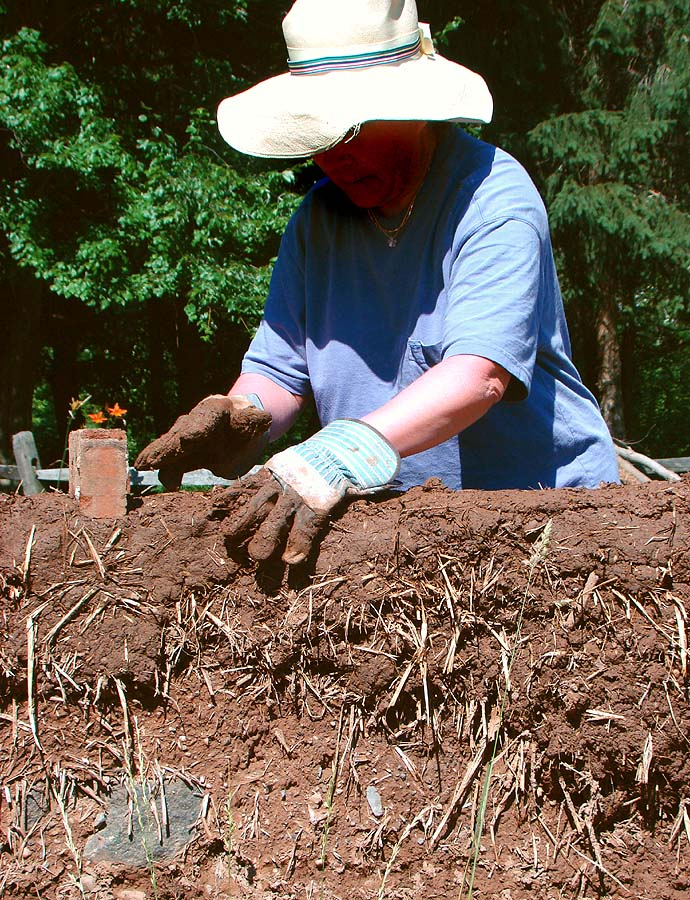
Bauge.

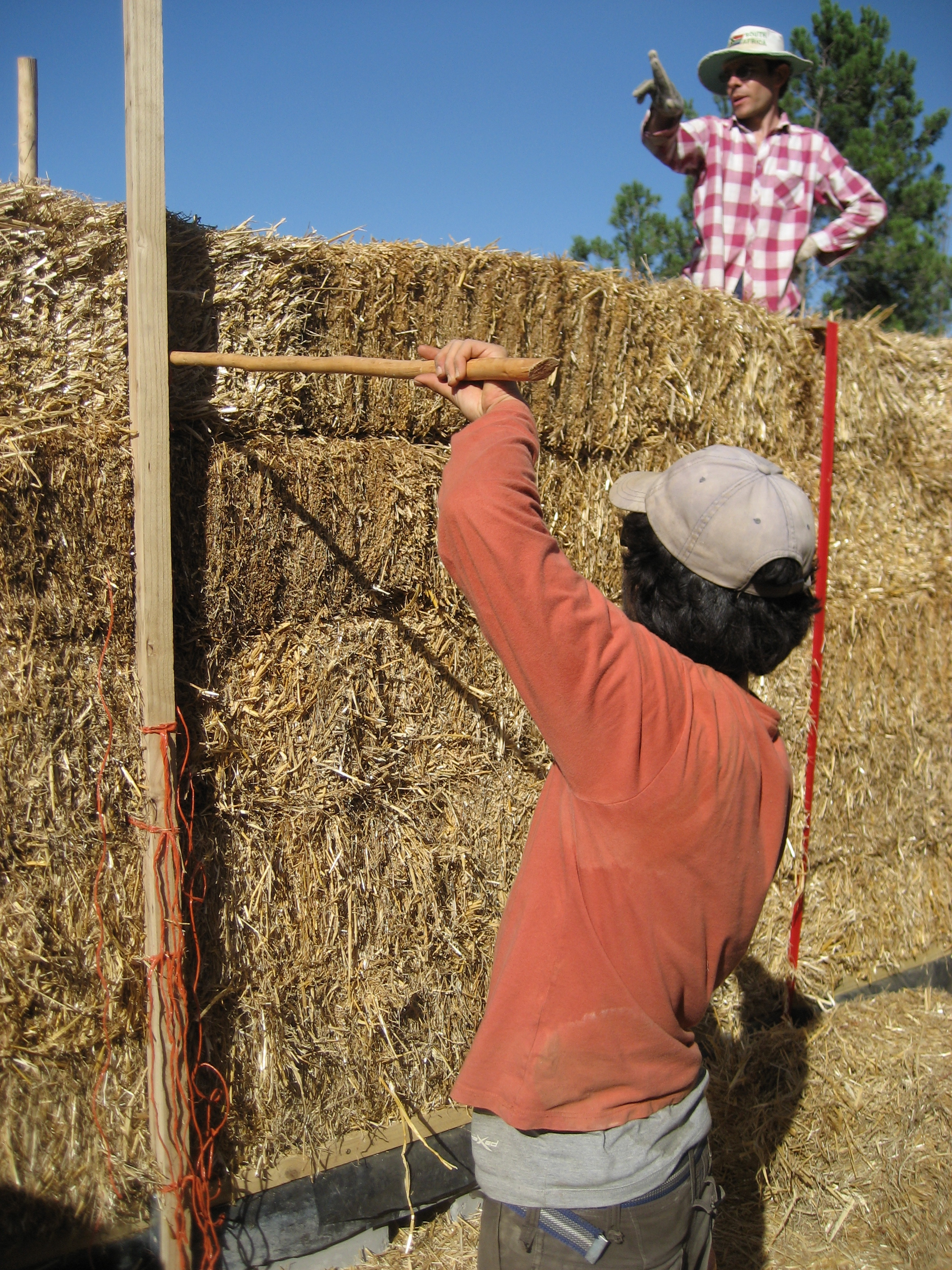
Construction d'une maison en paille.

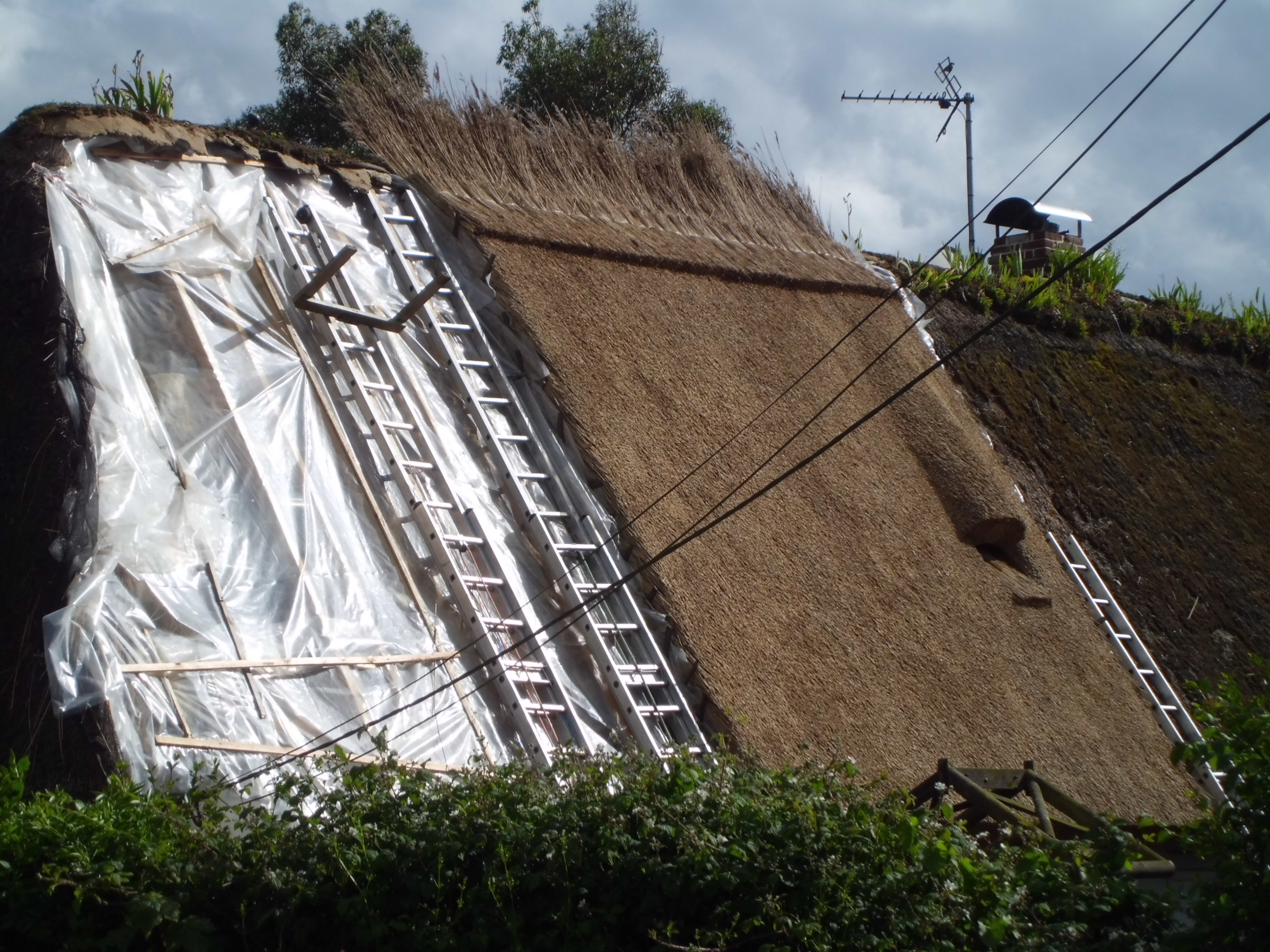
Couverture en chaume, Roumois, Haute-Normandie.

La paille a servi d'armature dans le mortier de terre, appelé aussi bauge. Ce mortier est composé de terre franche (au sens de terre argileuse) ou d'argile, de paille hachée ou de foin, ou même de l'un et de l'autre et sert à faire l'aire — soit la chape — sur les planchers, ou le hourdage (remplissage) entre les poteaux des cloisons. L'emploi de la terre en construction a fortement régressé pendant et depuis la révolution industrielle ; toutefois les techniques de bauge, de torchis et de pisé connaissent un regain d'intérêt sous le terme récent de béton de terre.
Dans la construction en paille, la paille est employée compactée en bottes parallélépipédiques, réunies à la façon de briques de Lego.
Dans la couverture, rassemblée en botte, elle prend le nom de chaume.